# 북방산개구리
북방산개구리(학명: Rana dybowskii)는 개구리과 개구리속에 속하는 개구리이다. 몸길이 9cm 내외로 러시아 극동, 중국, 한반도 등에 서식한다. 근육이 많은 다리와 물갈퀴가 있는 뒷다리, 유선형의 몸은 도약과 수영을 하는 데 유리하다. 겨울잠을 자고 봄이 되면 경칩을 전후하여 깨어나 물이 많이 고여 있는 저지대의 논에서 집단으로 산란하는데, 알 덩어리의 크기는 6-14cm 정도이다. 대개 한 덩어리에 들어 있는 알의 수는 500-3,000개이다. 생식기는 첫발가락 바깥쪽에 살덩이 두 개가 두드러진 곳에 해당한다.
기존에 남한과 쓰시마섬에 서식하는 것으로 알려져 있던 북방산개구리가 큰산개구리(Rana uenoi)로 재분류됨에 따라, 북방산개구리는 남한에는 살지 않으며 북한에만 사는 것으로 여겨진다.
종명인 dybowskii는 폴란드의 박물학자 베네딕트 디보프스키의 이름을 땄다.